# Insulaires du détroit de Torrès
Les Insulaires du détroit de Torrès (en anglais : Torres Strait Islanders) sont les autochtones des îles de ce détroit, dans le nord du Queensland, en Australie. Avec les Aborigènes d'Australie⁣⁣, ils sont l'un des deux ensembles de peuples autochtones de ce pays.
Les îles du détroit de Torrès sont habitées depuis au moins 2 500 ans.
Par divers aspects de leur culture, les insulaires du détroit de Torrès sont plus proches des Papous de Papouasie-Nouvelle-Guinée que des Aborigènes d'Australie : par exemple, ils pratiquaient déjà l'agriculture avant la venue des Européens. La plupart de leurs langues s'apparentent pourtant aux langues aborigènes, à l'exception des autochtones des îles de Mer, d'Erub et d'Ugar, situées au nord-est du Détroit de Torrès, qui parlent le meriam mir, une langue papoue. Ces langues ont un vocabulaire austronésien indiquant des contacts anciens probables avec les navigateurs austronésiens venus d'Indonésie ou des rives de la Nouvelle-Guinée.

## Définition

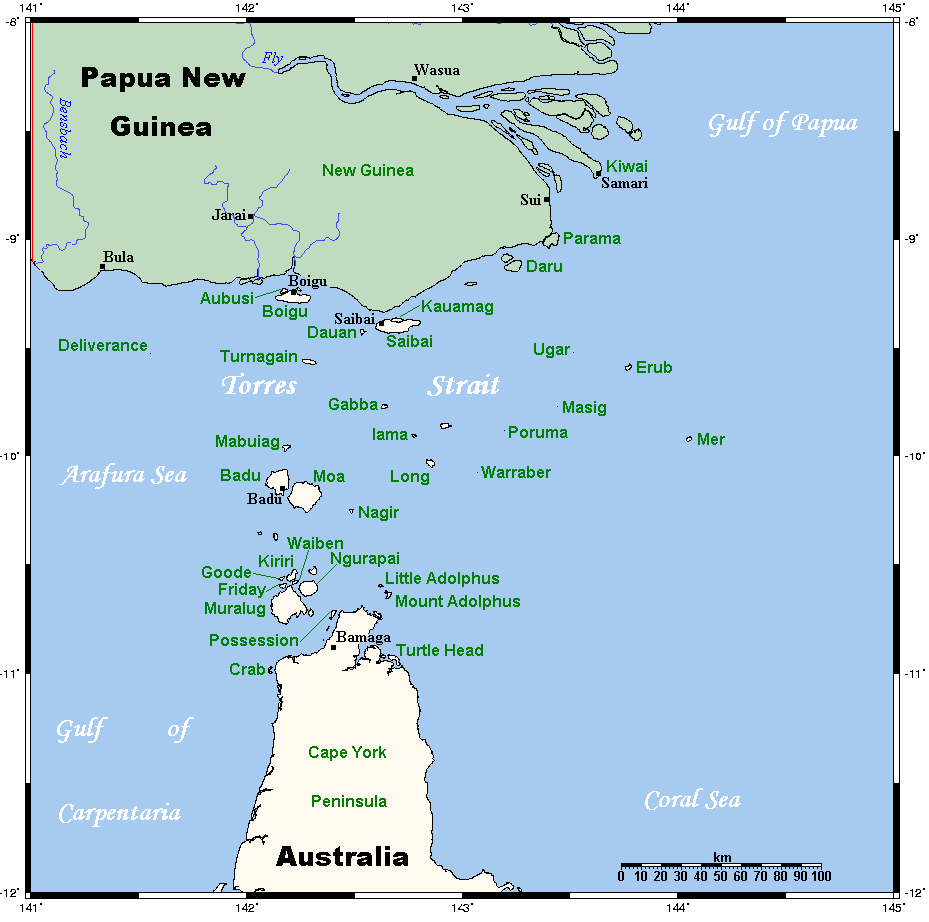
Carte des îles du détroit de Torrès.

Officiellement, du point de vue du gouvernement australien, un(e) insulaire du détroit de Torrès est une personne qui :
1. a des ancêtres insulaires du détroit de Torrès ;
2. s'identifie comme telle et ;
3. est reconnue comme telle par sa communauté insulaire.

Les trois critères doivent être remplis. Officiellement, un terme tel que « en partie insulaire » n'a aucune valeur. La couleur de peau n'est pas un critère. La même définition s'applique aux Aborigènes.

## Démographie

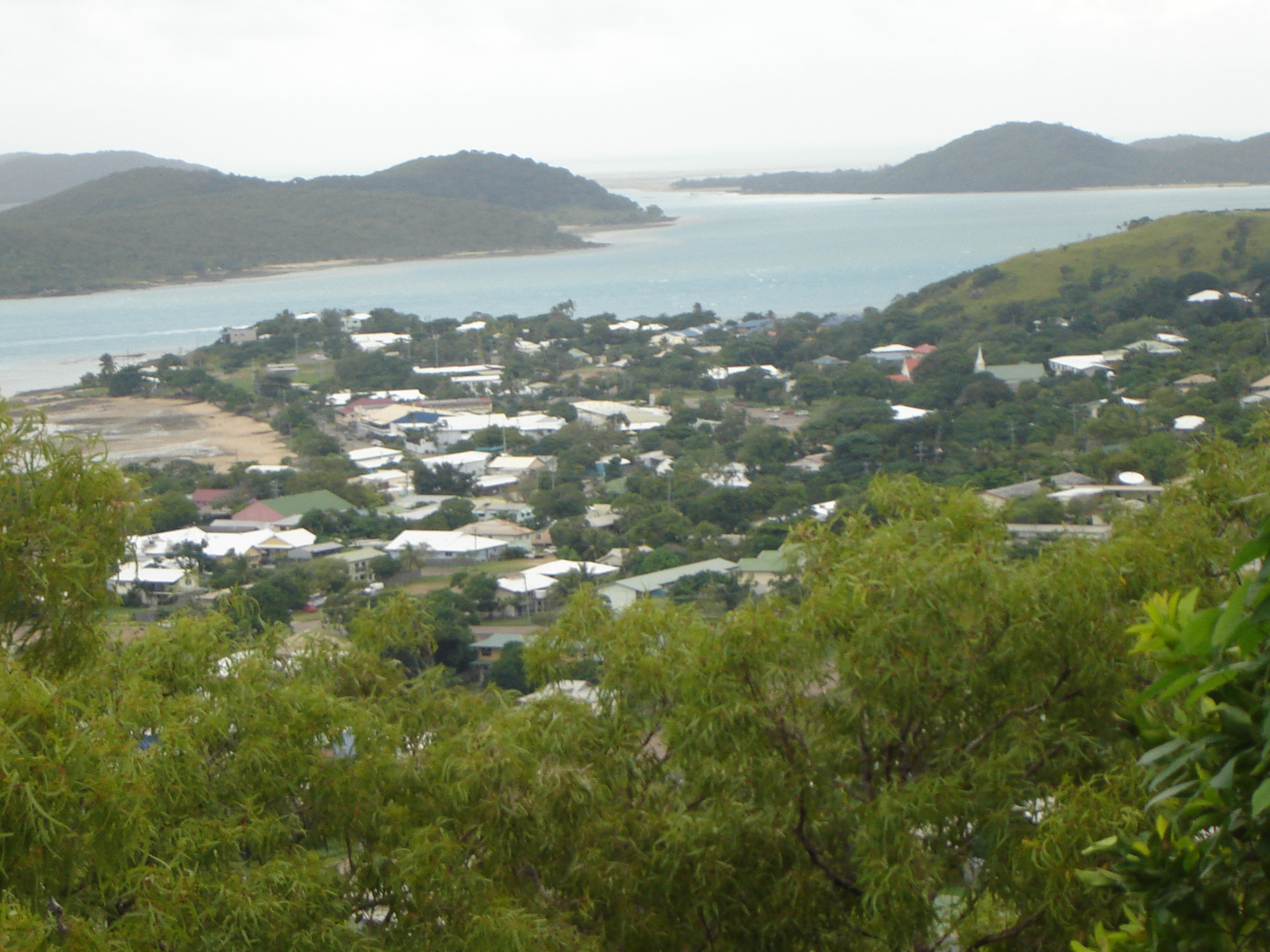
La ville de Thursday Island, la capitale administrative et commerciale des îles du détroit de Torrès.

Environ 6 800 insulaires habitent les îles du détroit, tandis que 42 000 résident ailleurs, principalement à Townsville et à Cairns, dans la partie continentale du Nord du Queensland.
Environ 6 % des autochtones australiens sont des insulaires du détroit de Torrès ; 4 % ont des origines mixtes (aborigène et insulaire du détroit de Torrès).

## Culture

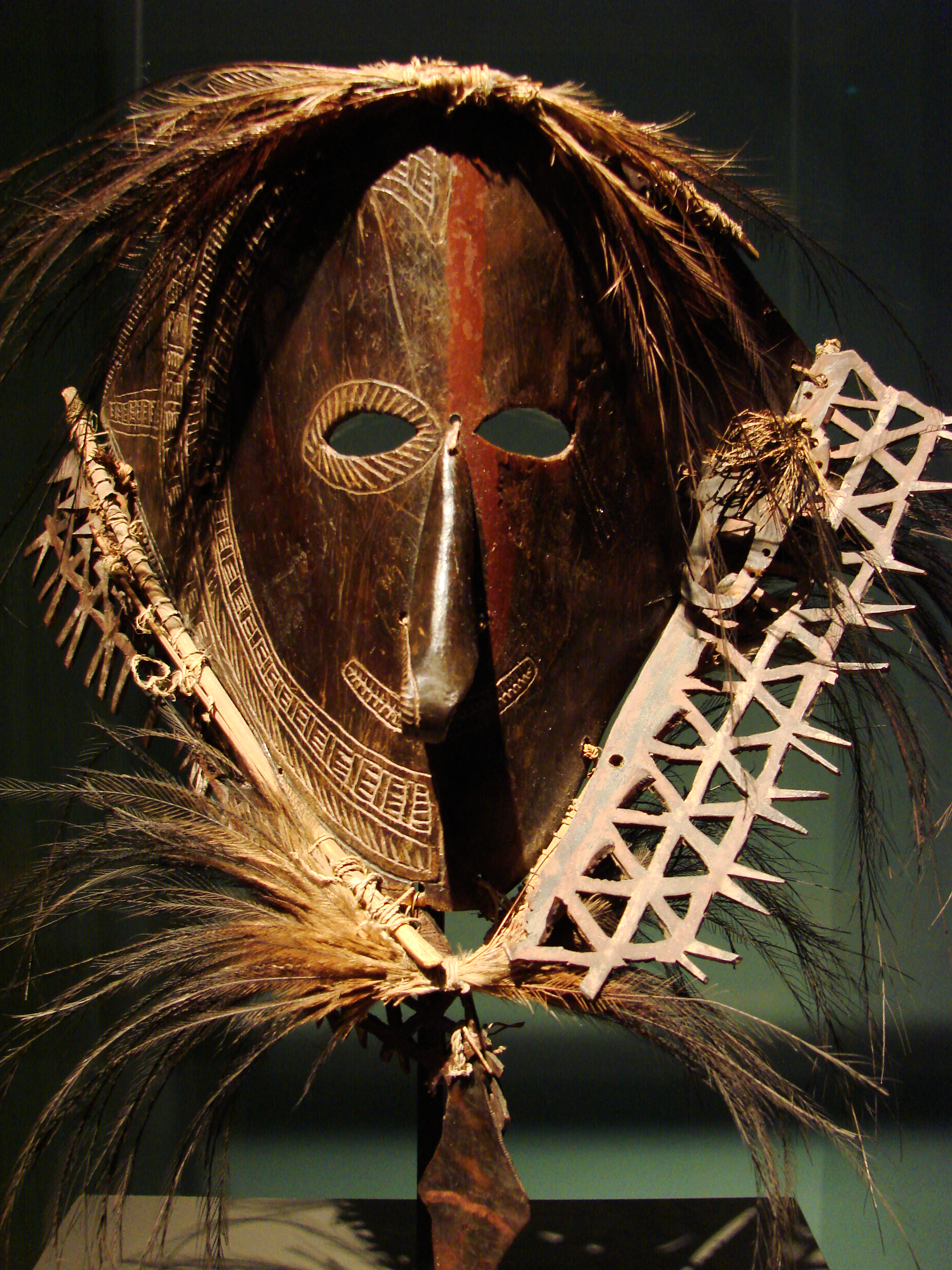
Masque.

Situé entre l'Australie et l'île de Nouvelle-Guinée, le détroit de Torrès a toujours été au croisement des influences culturelles des rives de ses deux voisins, d'autant que les insulaires du détroit de Torrès pratiquaient la navigation et les voyages maritimes.
D'après le Australian Museum, la religion des insulaires du détroit de Torrès diffère des croyances religieuses aborigènes.
Une chanson enfantine traditionnelle des insulaires de ces îles est la chanson Taba naba, reprise et diffusée par plusieurs chanteurs non insulaires en 2000.

## Eddie Mabo et la question des terres
Jusqu'en 1992, la fiction juridique de terra nullius faisait que la propriété autochtone traditionnelle des terres de ces îles n'était pas reconnue par la législation australienne. Eddie Mabo, un insulaire du détroit de Torrès, porta jusqu'à la Cour suprême les revendications de son peuple, mais mourut quelques mois avant que ne soit reconnu le droit autochtone coutumier en matière de propriété terrienne. Ce droit s'applique également aux Aborigènes. La répudiation de la doctrine de terra nullius par la Cour suprême est l'une des décisions juridiques les plus célèbres de l'histoire de l'Australie.

## Demande de reconnaissance des insulaires du Détroit de Torrès
Le 26 mai 2017, les délégués à une convention référendaire des aborigènes et des insulaires du détroit de Torrès tenue près d'Uluru en Australie centrale adoptent la Déclaration d'Uluru, qui appelle à la reconnaissance d'une « voix des Premières nations » dans la Constitution de l'Australie et à une « Commission Makarrata » (commission de rassemblement après la lutte) pour superviser un processus de « conclusion d'accords » et d'« expression de la vérité » entre le gouvernement et les peuples autochtones. Le 26 octobre 2017, le Premier ministre Malcolm Turnbull publie une déclaration conjointe avec son ministre de la Justice et son ministre des Affaires autochtones, rejetant ces demandes. Le débat se poursuit en 2021,,.
Lors de la campagne pour les élections législatives de 2019, la question est peu présente, toutefois le gouvernement fédéral reprend le sujet en désignant en juillet 2019 un comité chargé de concevoir dans les détails la création d’instances « pour que les voix autochtones soient entendues à tous les niveaux de l’Etat » (ministre Ken Wyatt, 30 octobre 2019). Les professeurs Tom Calma et Marcia Langton dirigeront ces travaux.[réf. nécessaire].
La déclaration d'Uluru a reçu le prix Sydney de la paix 2021,.

## Insulaires du Détroit de Torrès célèbres
- Eddie Mabo (1936-1992), dont le nom est associé à l'annulation de la doctrine de terra nullius en Australie.
- Seaman Dan (en) (1929-), musicien
- George Mye MBE AO, vétéran de la politique[14].
- Christine Anu (1970-), chanteuse de musique pop
- Wendell Sailor (1974-), joueur des équipes nationales de rugby à XV et de rugby à XIII
- Patrick Mills (1988-) joueur de basketball dans la NBA et dans l'équipe nationale australienne

## Galerie

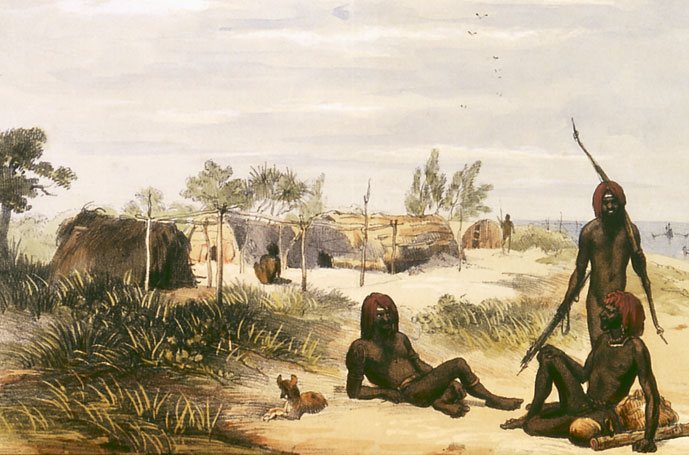
Abris construits par les insulaires en 1849.
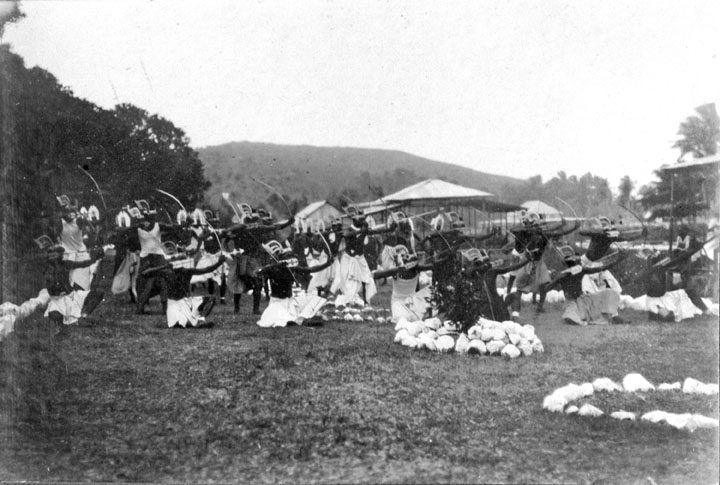
Danseurs, 1931.
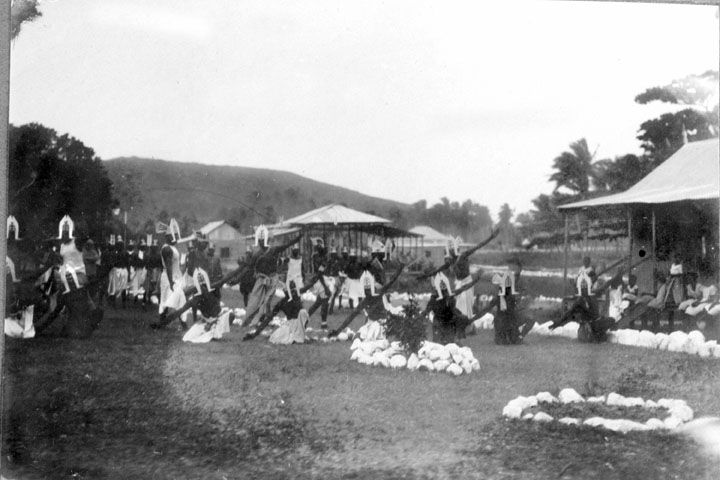
Danseurs, 1931.
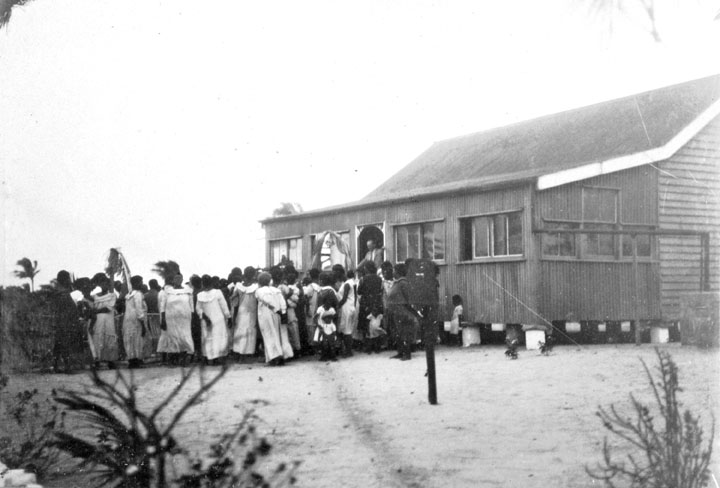
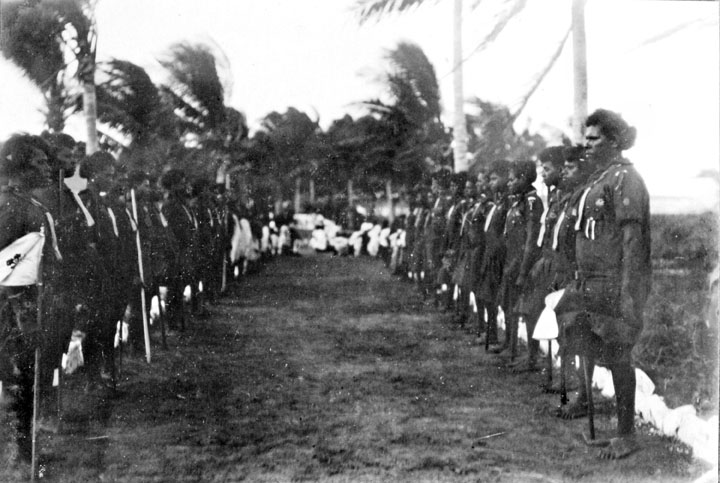
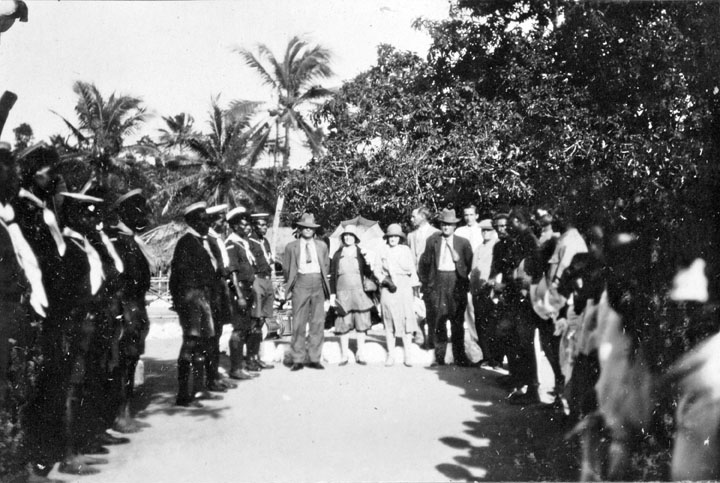
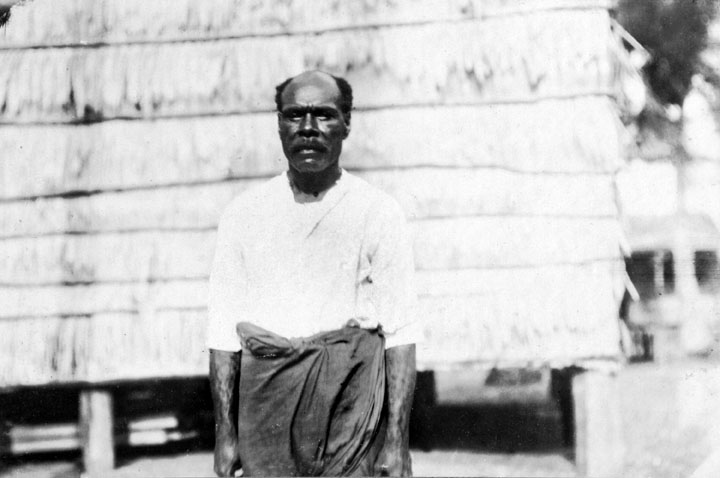
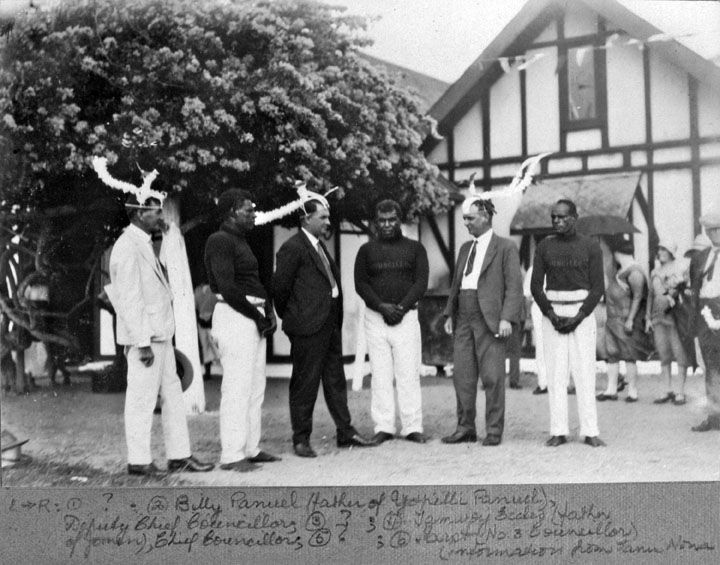
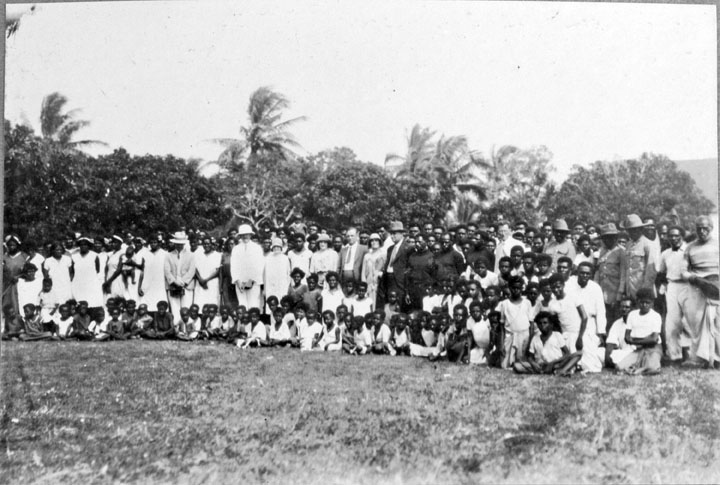
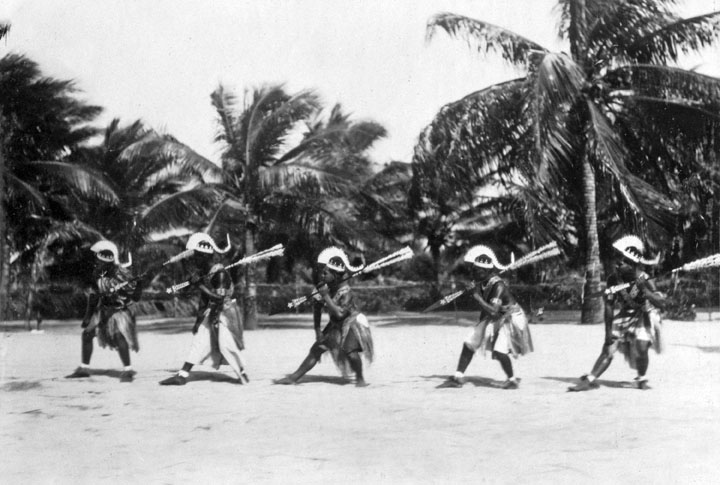
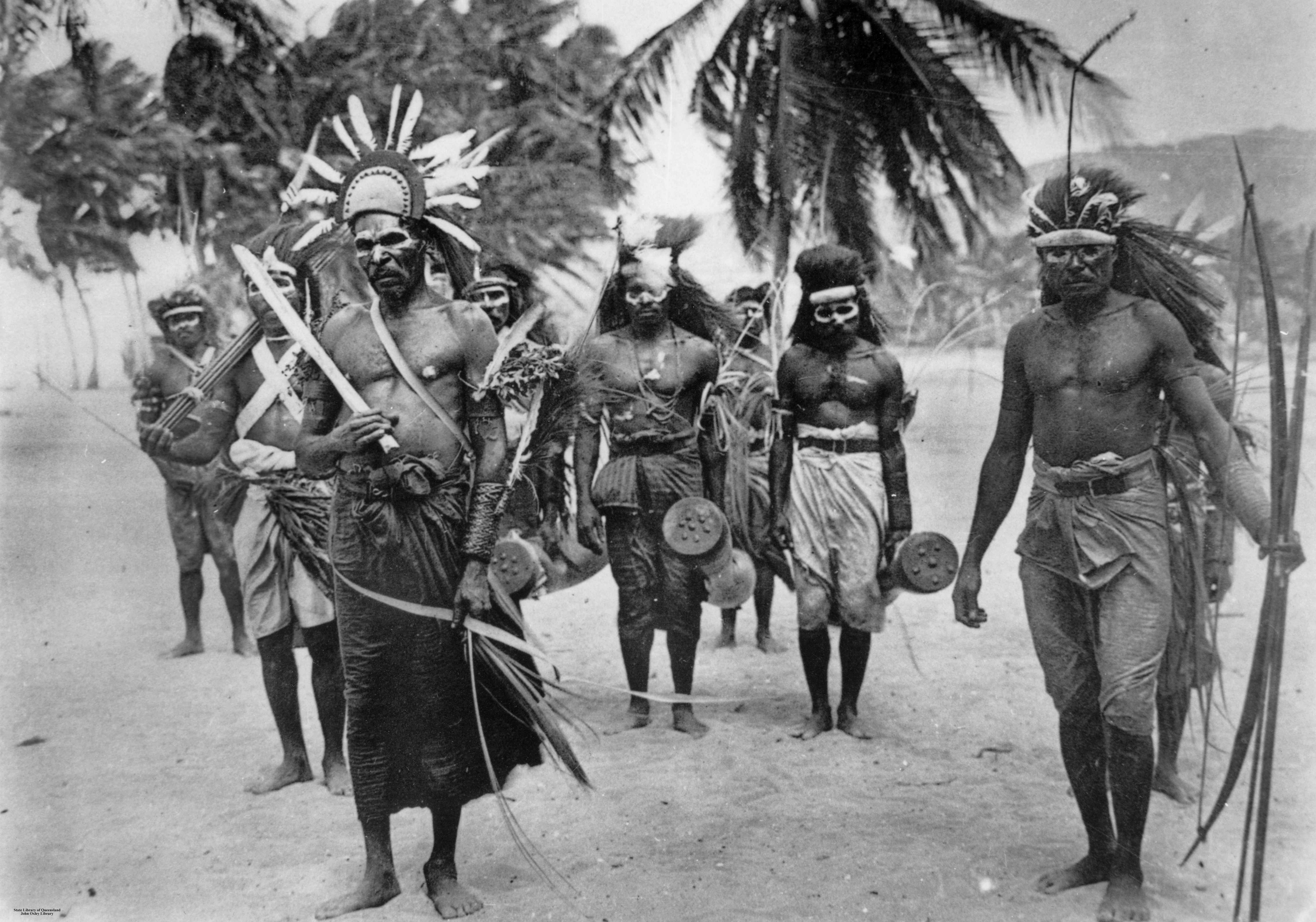
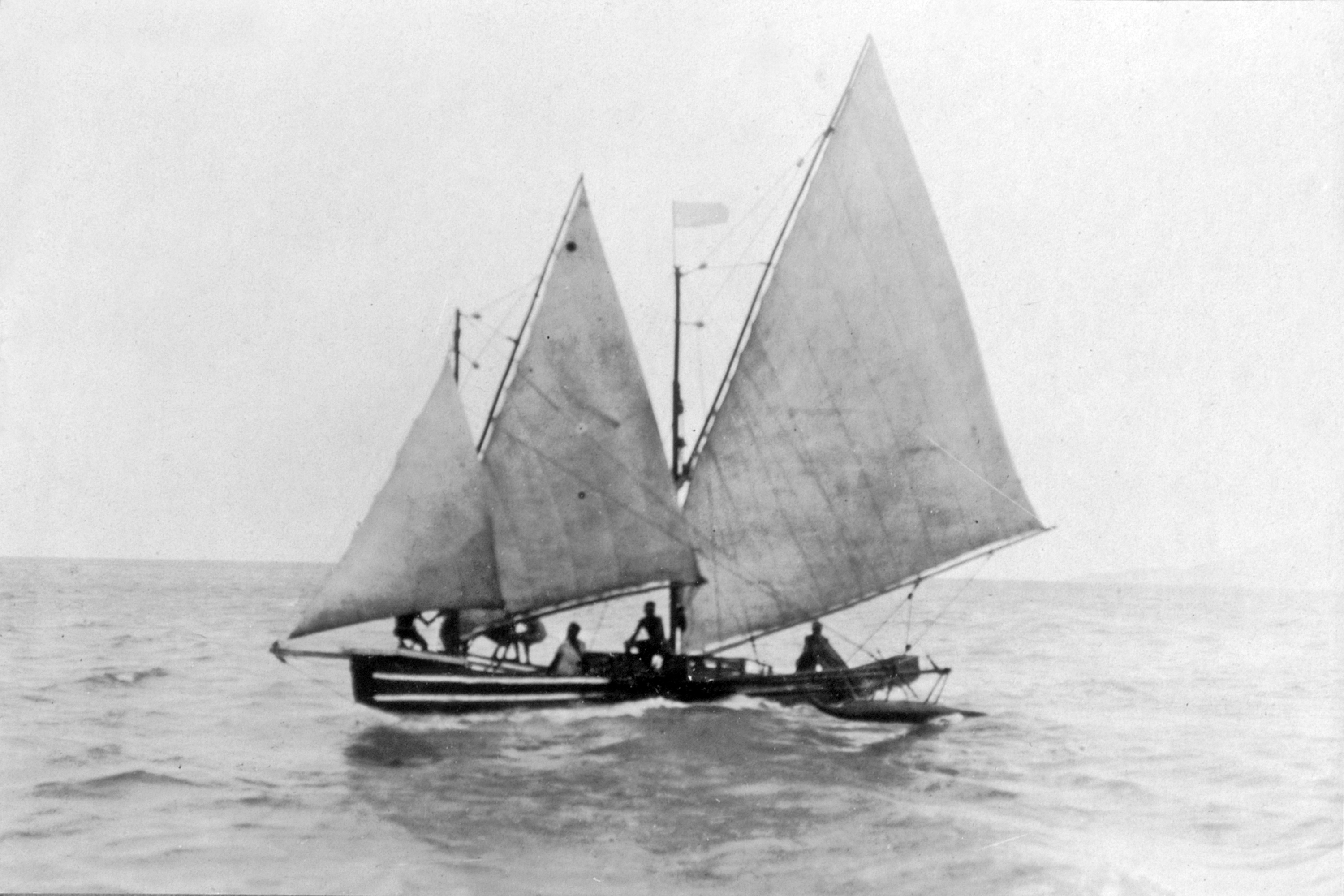
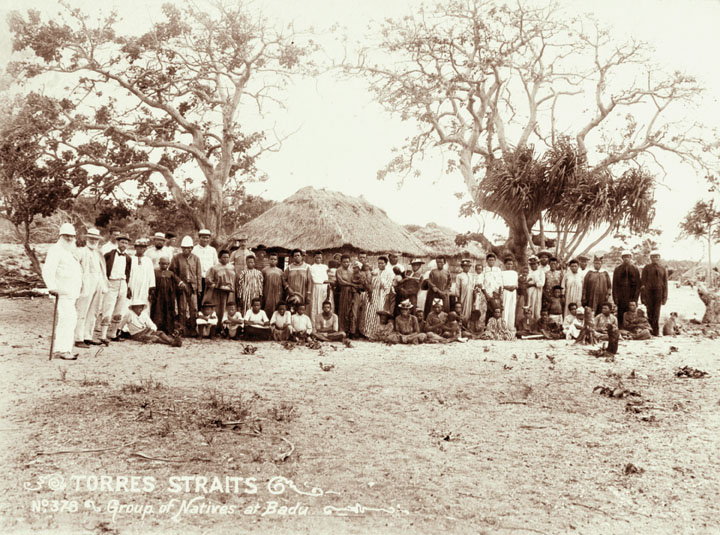
1898.
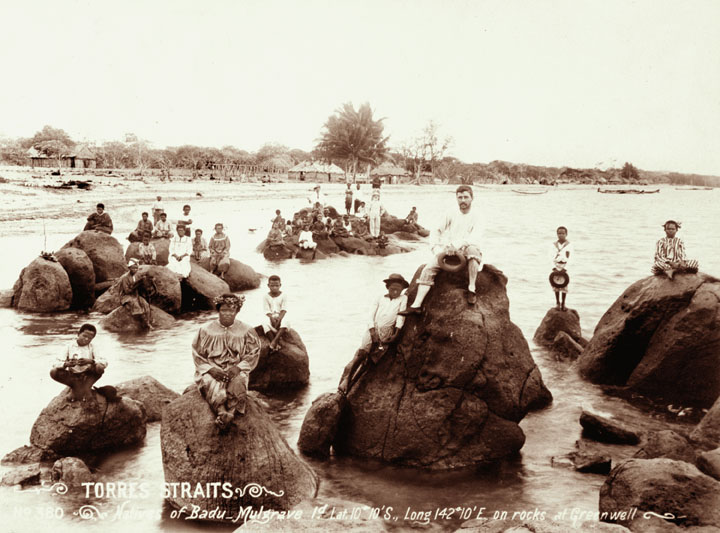
1898.
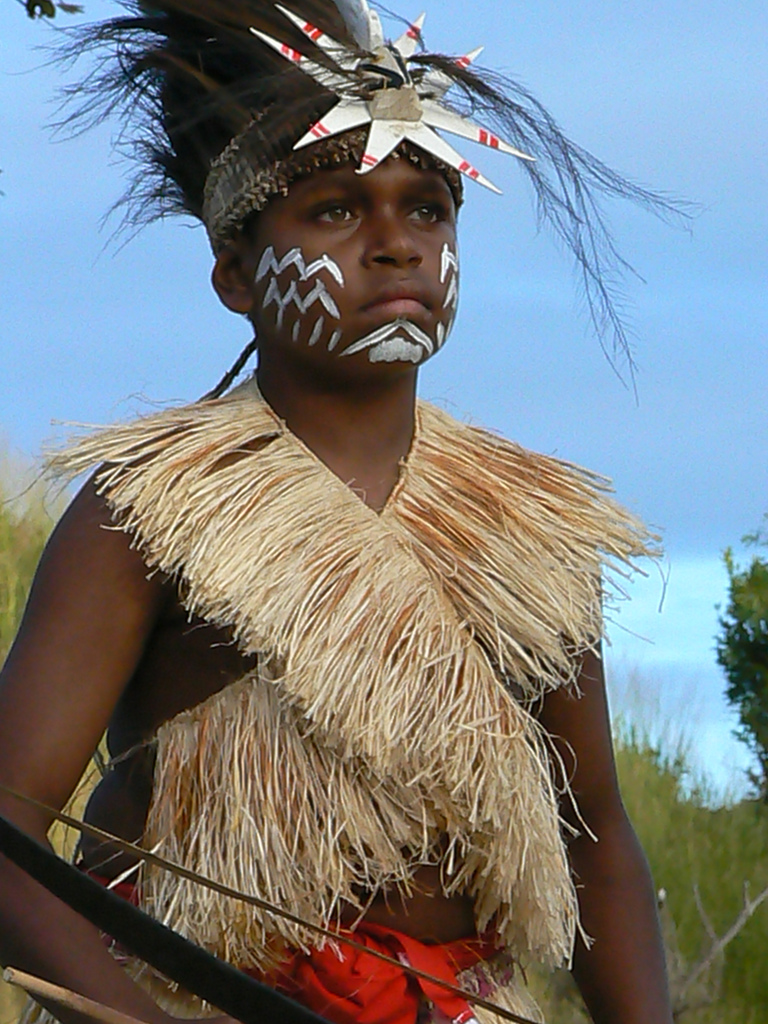

#### Droit international
- Peuple autochtone, Droit des peuples autochtones (Déclaration des Nations unies sur les droits des peuples autochtones, 2006)
- Doctrine de la découverte, Colonialisme, Colonisation, Décolonisation, Droit des peuples à disposer d'eux-mêmes